# Шиповатая агама
Шиповатая агама (лат. Agama aculeata) — ящерица семейства агамовых.
Встречается этот вид в южной части Африки — Намибии, Ботсване, Зимбабве, ЮАР, Мозамбике, Анголе, Танзании, Замбии и Эсватини. В частности в пустыне Калахари.